# Rick Genest
Rick Genest (Montreal, 7 de agosto de 1985 - Montreal, 1 de agosto de 2018), mais conhecido como  Zombie Boy, foi um modelo canadense. Ficou conhecido por ter tatuagens por todo seu corpo, imitando a forma de um esqueleto, chamando a atenção de Lady Gaga, que o convidou para participar do videoclipe da canção "Born This Way" em 2011, o que proporcionou a ele reconhecimento mundial.

## Biografia
Zombie Boy nasceu em LaSalle, bairro do subúrbio de Montreal, era o mais velho de dois irmãos. De acordo com sua mãe, ele esperou até os 16 anos — em respeito a ela e seu pai — para fazer sua primeira tatuagem: Uma caveira com ossos cruzados, no ombro esquerdo. Aos 17 anos, após terminar o ensino médio, saiu de casa para morar sozinho, e aderiu à cultura punk, passando a utilizar piercings, fazendo mais tatuagens. Aos 21 anos procurou o artista Frank Lewis, responsável por criar a maior parte de suas tatuagens (cerca de oitenta por cento do corpo de Zombie Boy foram feitas por ele). O processo durou mais que 6 anos e Zombie Boy gastou muito dinheiro no que considera ser uma obra de arte, concebida por para retratar "o corpo humano como um corpo em decomposição, a arte de um cadáver apodrecendo", e também um "tributo aos filmes de horror", seu gênero favorito. Ele tornou-se uma figura popular no cenário underground de Montreal, mas passou por dificuldades financeiras e acabou se tornando um sem-teto.

### Fama
Em 5 de março de 2010, uma página do Facebook foi criada sobre a escolha inusitada de Zombie Boy por suas tatuagens. A página chegou a ter mais de 1,5 milhões de membros, e culminou com a descoberta de Zombie Boy por Nicola Formichetti, diretor de moda de Lady Gaga.
Em 19 de janeiro de 2011, Zombie Boy apareceu na coleção outono/inverno masculina da Mugler como modelo principal. O desfile não havia sido originalmente planejado e foi, de fato, resultado da descoberta de Zombie Boy por Formichetti e subsequente promoção por Lady Gaga. A descoberta de Zombie Boy também provocou um desfile do próprio Formichetti. A apresentação foi acompanhada de um vídeo de Zombie Boy produzido pelo fotógrafo de moda Mariano Vivanco. Zombie Boy ainda apareceu ao lado de Lady Gaga no desfile da coleção outono/inverno feminina do mesmo ano, e no clipe da canção "Born This Way", que teve sua estreia no dia 28 de fevereiro de 2011.

### Morte
No dia 1 de agosto de 2018, seis dias antes de seu 33º aniversário, Genest foi encontrado morto em seu apartamento. A polícia local primeiramente cogitou o caso como suicídio, mas a conclusão final foi que Rick sofreu traumatismo craniano depois de sofrer um acidente e cair do seu apartamento, no terceiro andar. Mesmo lutando contra distúrbios psicológicos, o que levou a crer que Genest tivesse tirado a própria vida, a legista afirma que os exames toxicológicos mostraram que ele estava “fortemente intoxicado por álcool” no momento de sua morte e também foram encontrados vestígios de maconha em seu sangue.